# András Parti
Dans le nom hongrois Parti András, le nom de famille précède le prénom, mais cet article utilise l’ordre habituel en français András Parti, où le prénom précède le nom.
András Parti, né le 18 septembre 1982 à Budapest, est un cycliste hongrois spécialiste de VTT cross-country. Il abandonne lors de l'épreuve olympique 2012.

## Palmarès en VTT

### Jeux olympiques
- Pékin 2008
  - 23e du cross-country
- Londres 2012
  - abandon sur le cross-country
- Rio 2016
  - 24e du cross-country
- Tokyo 2020
  - 32e du cross-country

### Championnats de Hongrie
- 2002
  -  Champion de Hongrie de cross-country espoirs
- 2003
  -  Champion de Hongrie de cross-country espoirs
- 2004
  -  Champion de Hongrie de cross-country espoirs
- 2006
  -  Champion de Hongrie de cross-country
- 2007
  -  Champion de Hongrie de cross-country
- 2008
  -  Champion de Hongrie de cross-country
  -  Champion de Hongrie de cross-country marathon
- 2010
  -  Champion de Hongrie de cross-country
  -  Champion de Hongrie de cross-country marathon
- 2011
  -  Champion de Hongrie de cross-country
- 2012
  -  Champion de Hongrie de cross-country
- 2014
  -  Champion de Hongrie de cross-country
- 2015
  -  Champion de Hongrie de cross-country
- 2016
  -  Champion de Hongrie de cross-country
- 2017
  -  Champion de Hongrie de cross-country
  -  Champion de Hongrie de cross-country marathon
- 2018
  -  Champion de Hongrie de cross-country
  -  Champion de Hongrie de cross-country marathon
- 2020
  -  Champion de Hongrie de cross-country
- 2021
  -  Champion de Hongrie de cross-country